# Johannes Christian Madsen
Johannes Christian Madsen (28. maj 1849 i Odense–2. maj 1914 i Odense) er kendt for at indføre, lede og være tilsynsførende med den »militære husflid og sløjd« 1890-1913.
I.C. Madsen var søn af bomuldsvæver og modehandler Mads Madsen (1819-1894) og Kirstine Henriette Becher (1822-1905). Han blev gift 15. juli 1876 med Alvilda Rosalia Rasmussen (1855-1929). Han gennemgik 1864-1867 underofficerselevskolen, var sergent 1868-1869, fik 1868-1874 den sædvanlige officersuddannelse, blev 1874 premierløjtnant i infanteriet, var fra 1883 kaptajn i linjen, 1901-1910 i forstærkningen m.m.
Af interesse for husflidssagen i almindelighed og af hensyn til det nyttige og gavnlige ved at beskæftige mandskabet i fritiden fremsatte kaptajn I.C. Madsen i 1890 forslag om indførelse af undervisning i husflid på fodfolkregimenternes vinterhold. Deltagelsen skulle være frivillig, arbejdet ledes af befalingsmænd, uddannet ved Odense Husflidsskole, og omfatte træarbejder og børstenbinding m.m.; senere kom hertil skomageri. Krigsministeriet optog sagen med megen velvilje og bevilgede penge til arbejdsredskaber og materialer samt små honorarer til lærerne, og fra 1892 arbejdedes der hvert år i garnisonerne. Arbejdstiden var først henlagt til vinter-, senere til sommermånederne. En række kurser for militære lærere blev afholdt, og efterhånden bredte deltagelsen sig til artilleriets afdelinger og militærarbejderne m.fl., og på flere landsudstillinger fremvistes prøver på de udførte arbejder.
Kaptajn I.C. Madsen var leder af og tilsynsførende med den »militære husflid og sløjd« indtil 1913, men virksomheden fortsatte også herefter. En række år (bl.a. 1894, 1895 og 1896) gav kaptajn Madsen i »Militær Tidende« oversigt over resultaterne. — Han var en beskeden, stilfærdig mand, men den ved hans initiativ og stadige interesse fremkaldte virksomhed har direkte og indirekte været til megen gavn.
Ridder af Dannebrog 1894. Dannebrogsmand 1905.
Kilde: Dansk Biografisk Leksikon.

## Eksterne links
- Modeltegninger til Brug ved Undervisningen i den militære Husflid og Sløjd, 1916.